# لويس ساريتاما
لويس ساريتاما (Luis Saritama) (و. 20 أكتوبر 1983)، هو لاعب كرة قدم إكوادوري في مركز وسط.

## وصلات خارجية
- لويس ساريتاما على موقع الاتحاد الدولي (مؤرشف)  (الإنجليزية)
- لويس ساريتاما على موقع قاعدة بيانات كرة القدم.إي يو (الإنجليزية)
- لويس ساريتاما على موقع ناشيونال فوتبول تيمز (الإنجليزية)
- لويس ساريتاما على موقع Soccerway.com (الإنجليزية)
- لويس ساريتاما على موقع AS.com (الإسبانية)

1. ↑  "معلومات عن لويس ساريتاما على موقع static.fifa.com". static.fifa.com. مؤرشف من الأصل في 2019-03-24.
2. ↑  "معلومات عن لويس ساريتاما على موقع national-football-teams.com". national-football-teams.com. مؤرشف من الأصل في 2020-03-15.
3. ↑  "معلومات عن لويس ساريتاما على موقع scoresway.com". scoresway.com. مؤرشف من الأصل في 2018-02-26.